# Orden del Mérito (Portugal)
La Orden del Mérito (en portugués: Ordem do Mérito) es una orden honorífica portuguesa de mérito civil destinada a otorgar a los responsables de los actos o servicios meritorios realizados en el ejercicio de cualquier función, tanto en el ámbito público como en el privado, que revelen autodeterminación, sacrificio a favor de la comunidad. Las decoraciones son dadas por el presidente de la República Portuguesa, en su papel de Gran Maestre de las Órdenes Honoríficas portuguesas. La Orden del Mérito se puede otorgar, en vida o póstumamente, a ciudadanos portugueses y extranjeros; también se puede otorgar a localidades o instituciones que sean personas jurídicas de derecho público o de utilidad pública. Esta orden se ha otorgado a varias personas que realizan las funciones más diversas, como embajadores, empresarios, personal militar, atletas y músicos.

## Historia
La Orden del Mérito tiene su origen en abril de 1927, cuando se creó la Orden de Instrucción y Benemerencia (original portugués: Ordem da Instrução e da Benemerência). El objetivo de este orden ahora extinto era distinguir los servicios prestados por personas o corporaciones a fin de fomentar las instrucciones en el país. En 30 de enero de 1929, la Orden de Instrucción y Benemerencia se dividió en dos órdenes diferentes, el Orden de Benemerencia y la Orden de la Instrucción Pública, con el primero ahora que otorga únicamente actos relacionados con causas sociales, asistencia pública y buena voluntad. En 1976, la orden fue renombrada a su título actual y su ámbito alargado.

## Grados
- Gran-Cruz (GCM) (Grã-Cruz)
- Gran-Oficial (GOM) (Grande-Oficial)
- Comendador o Comendadora (ComM) (Comendador o Comendadora)
- Oficial (OM) (Oficial)
- Medalla (MM) (Medalha)
- Miembro-Honorario (MHM) (Membro-Honorário)[3]

## Ciudadanos galardonados con la Orden del Mérito
Esta lista esta incompleta; Puedes ayudar expandiéndola.
| Nombre | Post-nominal | Ocupación                | Fecha de nombramiento |
| --- | ------------ | ------------------------ | --------------------- |
| José Cardoso Pires | GCM          | Escritor                 | Febrero de 1989       |
| Ruy de Carvalho | GCM          | Actor                    | Marzo de 2017         |
| Nicolau Breyner | GOM          | Actor                    | Junio de 2005         |
| Carlos do Carmo | GOM          | Cantante de fado         | Diciembre de 2016     |
| Valentim Loureiro | ComM         | Político, Mayor          | Septiembre de 1989    |
| Raúl Nery | ComM         | Músico                   | Junio de 2012         |
| Bruno Alves, Eduardo dos Reis Carvalho, Ricardo Carvalho, William Carvalho, Éder, Eliseu, José Fonte, André Gomes, Raphaël Guerreiro, Anthony Lopes, João Mário, João Moutinho, Nani, Rui Patrício, Pepe, Danilo Pereira, Vieirinha, Ricardo Quaresma, Cristiano Ronaldo, Renato Sanches, Adrien Silva, Rafa Silva, Cédric Soares | ComM         | Futbolistas              | Julio de 2016         |
| Tsanko Arnaudov, Jéssica Augusto, Marisa Barros, Ana Dulce Félix, Vanessa Fernandes, Patrícia Mamona, Sara Moreira | ComM         | Atletas                  | Julio de 2016         |
| Fernando Pimenta | ComM         | Piragüista               | Julio de 2016         |
| Fernando Santos | GOM          | Entrenador de fútbol     | Julio de 2016         |
| Salvador Sobral, Luísa Sobral | ComM         | Cantantes y compositores | Abril de 2018         |
| António Félix da Costa | ComM         | Piloto de Fórmula E      | Septiembre de 2020    |